# Nghi Thủy, Lâm Nghi
Nghi Thủy (tiếng Trung: 沂水县, Hán Việt: Nghi Thủy huyện) là một huyện thuộc địa cấp thị Lâm Nghi, tỉnh Sơn Đông, Cộng hòa Nhân dân Trung Hoa. Huyện này có diện tích 2334,8, dân số 1,12 triệu người (2001). Huyện Nghi Thủy được chia thành các đơn vị hành chính gồm 19 trấn.

## Khí hậu
| Dữ liệu khí hậu của Nghi Thủy (1991–2020 normals, extremes 1981–2010) | Dữ liệu khí hậu của Nghi Thủy (1991–2020 normals, extremes 1981–2010) | Dữ liệu khí hậu của Nghi Thủy (1991–2020 normals, extremes 1981–2010) | Dữ liệu khí hậu của Nghi Thủy (1991–2020 normals, extremes 1981–2010) | Dữ liệu khí hậu của Nghi Thủy (1991–2020 normals, extremes 1981–2010) | Dữ liệu khí hậu của Nghi Thủy (1991–2020 normals, extremes 1981–2010) | Dữ liệu khí hậu của Nghi Thủy (1991–2020 normals, extremes 1981–2010) | Dữ liệu khí hậu của Nghi Thủy (1991–2020 normals, extremes 1981–2010) | Dữ liệu khí hậu của Nghi Thủy (1991–2020 normals, extremes 1981–2010) | Dữ liệu khí hậu của Nghi Thủy (1991–2020 normals, extremes 1981–2010) | Dữ liệu khí hậu của Nghi Thủy (1991–2020 normals, extremes 1981–2010) | Dữ liệu khí hậu của Nghi Thủy (1991–2020 normals, extremes 1981–2010) | Dữ liệu khí hậu của Nghi Thủy (1991–2020 normals, extremes 1981–2010) | Dữ liệu khí hậu của Nghi Thủy (1991–2020 normals, extremes 1981–2010) |
| Tháng                                                                 | 1                                                                     | 2                                                                     | 3                                                                     | 4                                                                     | 5                                                                     | 6                                                                     | 7                                                                     | 8                                                                     | 9                                                                     | 10                                                                    | 11                                                                    | 12                                                                    | Năm                                                                   |
| --------------------------------------------------------------------- | --------------------------------------------------------------------- | --------------------------------------------------------------------- | --------------------------------------------------------------------- | --------------------------------------------------------------------- | --------------------------------------------------------------------- | --------------------------------------------------------------------- | --------------------------------------------------------------------- | --------------------------------------------------------------------- | --------------------------------------------------------------------- | --------------------------------------------------------------------- | --------------------------------------------------------------------- | --------------------------------------------------------------------- | --------------------------------------------------------------------- |
| Cao kỉ lục °C (°F)                                                    | 15.2 (59.4)                                                           | 24.3 (75.7)                                                           | 29.1 (84.4)                                                           | 35.6 (96.1)                                                           | 39.2 (102.6)                                                          | 37.7 (99.9)                                                           | 41.7 (107.1)                                                          | 36.5 (97.7)                                                           | 38.0 (100.4)                                                          | 33.1 (91.6)                                                           | 26.1 (79.0)                                                           | 19.0 (66.2)                                                           | 41.7 (107.1)                                                          |
| Trung bình ngày tối đa °C (°F)                                        | 3.9 (39.0)                                                            | 7.2 (45.0)                                                            | 13.5 (56.3)                                                           | 20.6 (69.1)                                                           | 26.1 (79.0)                                                           | 29.5 (85.1)                                                           | 30.5 (86.9)                                                           | 29.7 (85.5)                                                           | 26.4 (79.5)                                                           | 20.8 (69.4)                                                           | 12.8 (55.0)                                                           | 5.8 (42.4)                                                            | 18.9 (66.0)                                                           |
| Trung bình ngày °C (°F)                                               | −1.4 (29.5)                                                           | 1.5 (34.7)                                                            | 7.2 (45.0)                                                            | 14.0 (57.2)                                                           | 19.9 (67.8)                                                           | 23.7 (74.7)                                                           | 26.0 (78.8)                                                           | 25.2 (77.4)                                                           | 21.0 (69.8)                                                           | 14.9 (58.8)                                                           | 7.4 (45.3)                                                            | 0.7 (33.3)                                                            | 13.3 (56.0)                                                           |
| Tối thiểu trung bình ngày °C (°F)                                     | −5.4 (22.3)                                                           | −2.8 (27.0)                                                           | 2.1 (35.8)                                                            | 8.6 (47.5)                                                            | 14.5 (58.1)                                                           | 19.0 (66.2)                                                           | 22.5 (72.5)                                                           | 21.7 (71.1)                                                           | 16.7 (62.1)                                                           | 10.1 (50.2)                                                           | 3.0 (37.4)                                                            | −3.2 (26.2)                                                           | 8.9 (48.0)                                                            |
| Thấp kỉ lục °C (°F)                                                   | −16.8 (1.8)                                                           | −15.5 (4.1)                                                           | −9.5 (14.9)                                                           | −2.9 (26.8)                                                           | 3.3 (37.9)                                                            | 10.7 (51.3)                                                           | 15.6 (60.1)                                                           | 12.7 (54.9)                                                           | 6.5 (43.7)                                                            | −2.8 (27.0)                                                           | −9.8 (14.4)                                                           | −17.2 (1.0)                                                           | −17.2 (1.0)                                                           |
| Lượng Giáng thủy trung bình mm (inches)                               | 9.0 (0.35)                                                            | 14.5 (0.57)                                                           | 17.1 (0.67)                                                           | 33.3 (1.31)                                                           | 63.6 (2.50)                                                           | 89.8 (3.54)                                                           | 193.9 (7.63)                                                          | 201.2 (7.92)                                                          | 62.5 (2.46)                                                           | 30.5 (1.20)                                                           | 29.4 (1.16)                                                           | 11.9 (0.47)                                                           | 756.7 (29.78)                                                         |
| Số ngày giáng thủy trung bình (≥ 0.1 mm)                              | 2.8                                                                   | 3.8                                                                   | 3.8                                                                   | 6.3                                                                   | 6.9                                                                   | 8.8                                                                   | 12.9                                                                  | 12.8                                                                  | 7.3                                                                   | 5.4                                                                   | 4.9                                                                   | 3.4                                                                   | 79.1                                                                  |
| Số ngày tuyết rơi trung bình                                          | 4.1                                                                   | 3.0                                                                   | 1.6                                                                   | 0.1                                                                   | 0                                                                     | 0                                                                     | 0                                                                     | 0                                                                     | 0                                                                     | 0                                                                     | 0.7                                                                   | 2.3                                                                   | 11.8                                                                  |
| Độ ẩm tương đối trung bình (%)                                        | 61                                                                    | 59                                                                    | 55                                                                    | 56                                                                    | 61                                                                    | 69                                                                    | 81                                                                    | 82                                                                    | 75                                                                    | 68                                                                    | 66                                                                    | 63                                                                    | 66                                                                    |
| Số giờ nắng trung bình tháng                                          | 172.2                                                                 | 168.2                                                                 | 209.4                                                                 | 225.5                                                                 | 251.4                                                                 | 216.8                                                                 | 187.9                                                                 | 191.2                                                                 | 195.3                                                                 | 192.0                                                                 | 166.6                                                                 | 171.5                                                                 | 2.348                                                                 |
| Phần trăm nắng có thể                                                 | 55                                                                    | 54                                                                    | 56                                                                    | 57                                                                    | 58                                                                    | 50                                                                    | 43                                                                    | 46                                                                    | 53                                                                    | 56                                                                    | 55                                                                    | 57                                                                    | 53                                                                    |
| Nguồn: China Meteorological Administration                            |                                                                       |                                                                       |                                                                       |                                                                       |                                                                       |                                                                       |                                                                       |                                                                       |                                                                       |                                                                       |                                                                       |                                                                       |                                                                       |